# Kompania graniczna KOP „Chominka”

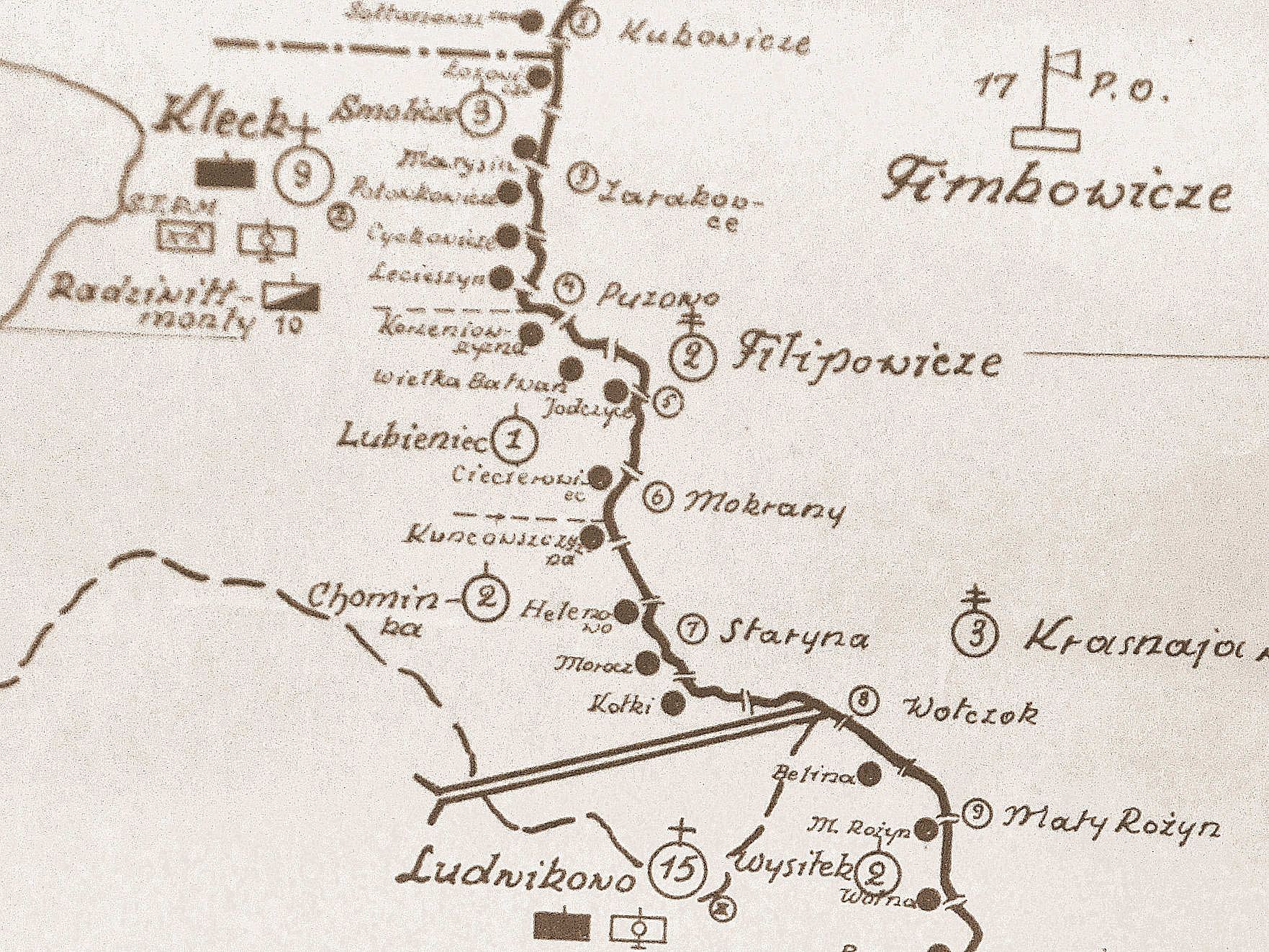
Rozmieszczenie batalionu KOP „Kleck” w 1931

Kompania graniczna KOP „Chominka” – pododdział graniczny Korpusu Ochrony Pogranicza pełniący służbę ochronną na granicy polsko-radzieckiej.

## Formowanie i zmiany organizacyjne
Na podstawie rozkazu szefa Sztabu Generalnego L. dz. 12044/O.de B./24 z 27 września 1924, w pierwszym etapie organizacji Korpusu Ochrony Pogranicza sformowano 9 batalion graniczny , a w jego składzie 2 kompanię graniczną KOP. Początkowo dowództwo stacjonowało w Kuncowszczyźnie. 23 kwietnia 1925 przedyslokowano odwód kompanijny do Chominki. W listopadzie 1936 kompania liczyła 2 oficerów, 8 podoficerów, 4 nadterminowych i 82 żołnierzy służby zasadniczej.
Latem 1937, w wyniku realizacji drugiej fazy reorganizacji KOP „R.3”, przeorganizowano 2 kompanię graniczną „Chominka” na 2 kompanię graniczną „Woronino” ze strażnicami „Kuncowszczyzna” i „Helenowo” oraz 1 kompanię graniczną „Chominka” ze strażnicami „Morocz” i „Kołki”. Pluton odwodowy 2 kompanii granicznej „Woronino” rozmieszczono w koszarach 1 kompanii granicznej „Lubieniec”, a dowództwo tej kompanii w koszarach w Chomince wspólnie z dowództwem 1 kompanii granicznej „Chominka” baonu „Ludwikowo”.
Z dniem 19 stycznia 1938 dowódca KOP zarządzeniem nr L.4840/tj.og.org/37 zmienił nazwę strażnicy KOP „Morocz” na „Rybna”.

## Służba graniczna
Podstawową jednostką taktyczną Korpusu Ochrony Pogranicza przeznaczoną do pełnienia służby ochronnej był batalion graniczny. Odcinek batalionu dzielił się na pododcinki kompanii, a te z kolei na pododcinki strażnic, które były „zasadniczymi jednostkami pełniącymi służbę ochronną”, w sile półplutonu. Służba ochronna pełniona była systemem zmiennym, polegającym na stałym patrolowaniu strefy nadgranicznej i tyłowej, wystawianiu posterunków alarmowych, obserwacyjnych i kontrolnych stałych, patrolowaniu i organizowaniu zasadzek w miejscach rozpoznanych jako niebezpieczne, kontrolowaniu dokumentów i zatrzymywaniu osób podejrzanych, a także utrzymywaniu ścisłej łączności między oddziałami i władzami administracyjnymi. Miejscowość, w którym stacjonowała kompania graniczna, posiadała status garnizonu Korpusu Ochrony Pogranicza.
2 kompania graniczna „Chominka” w 1934 ochraniała odcinek granicy państwowej szerokości 28 kilometrów 616 metrów. Po stronie sowieckiej granicę ochraniał zastawa „Staryna” z komendantury „Krasnaja Słoboda” .
Kompanie sąsiednie:
- 1 kompania graniczna KOP „Lubieniec” ⇔ 2 kompania graniczna KOP „Wysiłek” – 1928[9], 1929[10], 1931[8] , 1932[11], 1934[12], 1938[13]

## Struktura organizacyjna
Strażnice kompanii w latach 1928 – 1934.  
- 133 strażnica KOP „Kuncowszczyzna”[d]
- 134 strażnica KOP „Helenowo”[e]
- 135 strażnica KOP „Morocz”[f][g]
- 136 strażnica KOP „Kołki”[h][i]

Strażnice kompanii w 1938
- strażnica KOP „Kuncowszczyzna”
- strażnica KOP „Helenowo”
- strażnica KOP „Rybna”
- strażnica KOP „Jastrzębów”

## Dwie kompanie graniczne KOP „Chominka” w 1939
W 1939 dowództwa dwóch  kompanii granicznych stacjonowały w Chomince. 
2 kompania graniczna KOP „Chominka” („Woronino”) podlegała dowódcy batalionu KOP „Kleck”.
Organizacja kompanii 17 września 1939:
- dowództwo kompanii
- pluton odwodowy
- 1 strażnica KOP „Kuncowszczyzna”
- 2 strażnica KOP „Helenowo”

1 kompania graniczna KOP „Chominka” podlegała dowódcy batalionu KOP „Ludwikowo”.
Organizacja kompanii 17 września 1939:
- dowództwo kompanii
- pluton odwodowy
- 1 strażnica KOP „Rybna”
- 2 strażnica KOP „Jastrzębów”

## Dowódcy kompanii
- kpt. Zygmunt Kledzik[j] (– 1939)
- por. Lucjan Woronowicz[k] (– 1939)